# Sveti Trije Kralji
Sveti Trije Kralji – wieś w Słowenii, w gminie Radlje ob Dravi. W 2018 roku liczyła 213 mieszkańców.